# Чеймберс-стрит (линия Бродвея и Седьмой авеню, Ай-ар-ти)
|     |   |   |     |     |   |   |     |
| · л | · | · | · э | · э | · | · | · л |

|     |   |   |     |     |   |   |     |
| · л | · | · | · э | · э | · | · | · л |

«Чеймберс-стрит» (англ. Chambers Street) — станция Нью-Йоркского метрополитена, расположенная на линии Бродвея и Седьмой авеню, Ай-ар-ти.  На станции останавливаются маршруты: 1 (круглосуточно), 2 (круглосуточно) и 3 (круглосуточно, кроме ночи). Экспресс-пути используются маршрутами 2 (круглосуточно, кроме ночи) и 3 (круглосуточно, кроме ночи). Локальные пути используются маршрутами 1 (круглосуточно) и 2 (ночью). Она представлена двумя островными платформами, обслуживающими четыре пути.
Станция была открыта 1 июля 1918 года, как часть развития сети Interborough Rapid Transit Company (IRT), которая в то время доминировала как отдельное метро, на территории Манхэттена от Таймс-сквер/42-й улицы до Саут-Ферри. Данный участок обслуживался челноком до полного завершения строительства линии и станций, на 1 июля 1918 года.
После терактов 11 сентября участок от станции в сторону Саут-Ферри был закрыт, так как на участке была сильно повреждена станция Кортландт-стрит.
Станция отделана мозаикой.
Южнее станции линия разветвляется: экспресс-пути поворачивают на восток (маршруты 2 и 3) и далее уходят в Бруклин, а локальные продолжаются на юг (маршрут 1) и через несколько станций приходят на конечную Саут-Ферри.

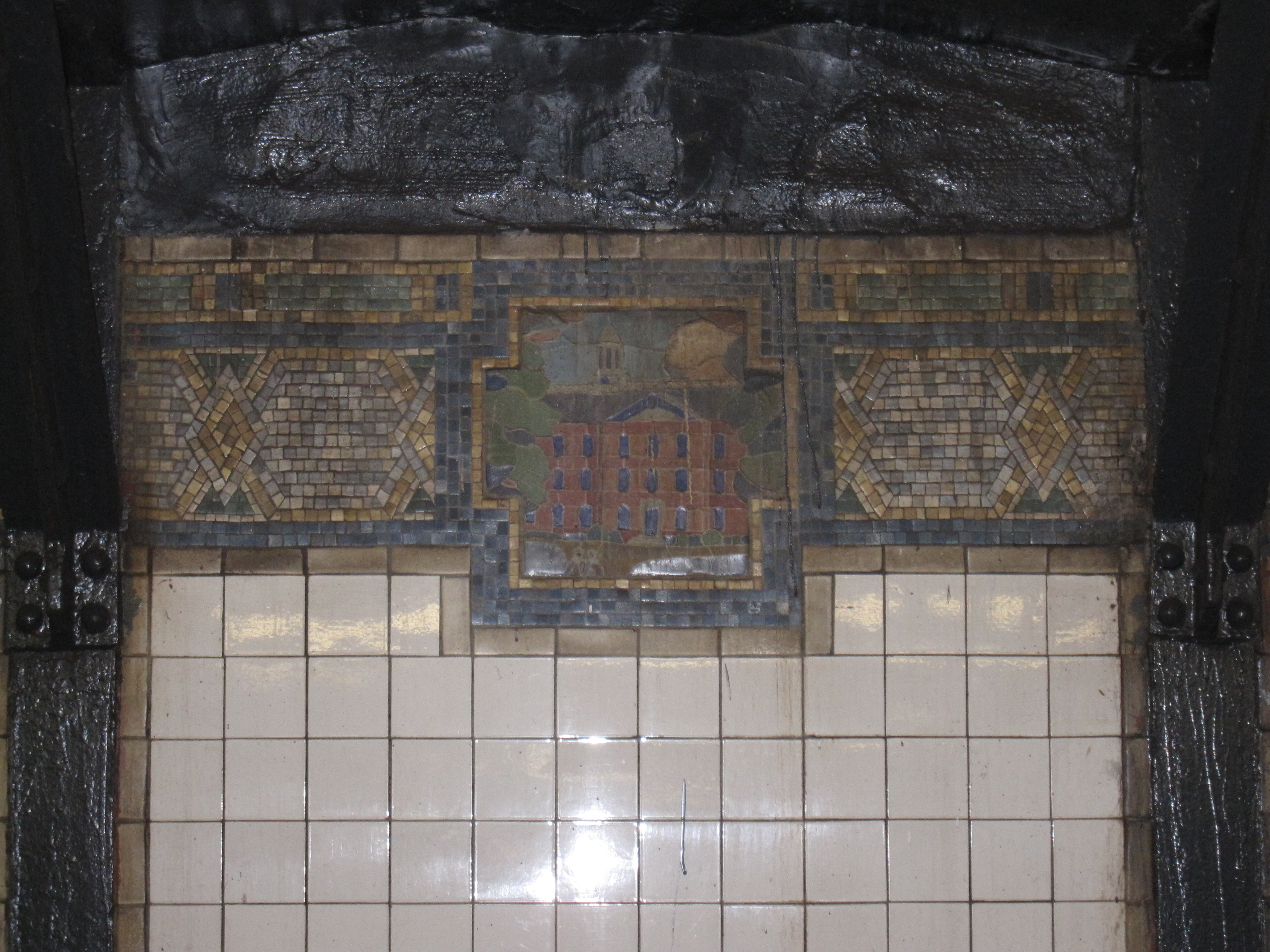
Первое здание Кинг-Колледжа, позднее Колумбийского университета
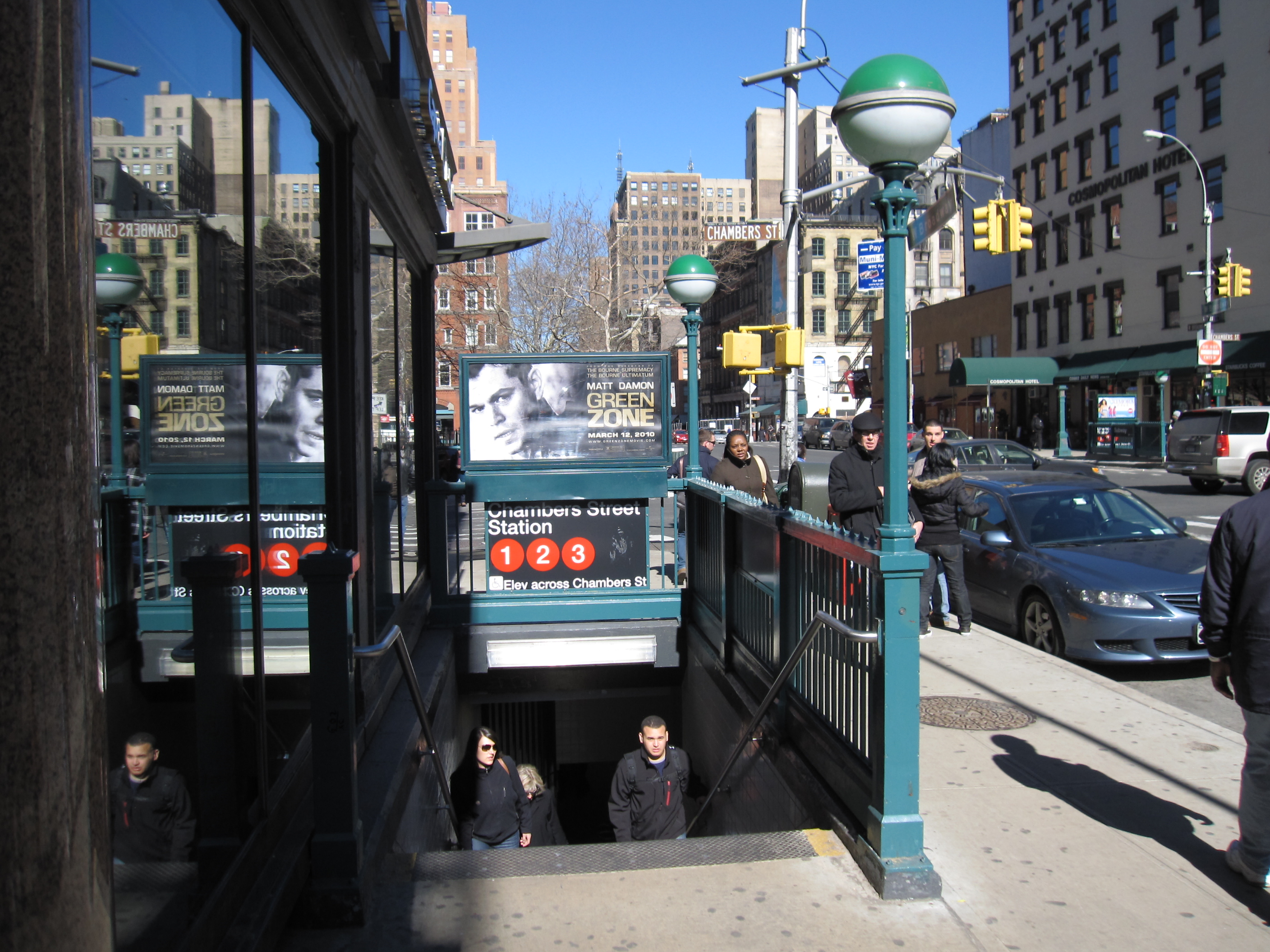
Выход на Вест-Бродвей